# Passiflora crassifolia
Passiflora crassifolia är en passionsblomsväxtart som beskrevs av Ellsworth Paine Killip. Passiflora crassifolia ingår i släktet passionsblommor, och familjen passionsblomsväxter. Inga underarter finns listade i Catalogue of Life.